# Erik Slang
Erik Slang, död den 23 oktober (g.s.) 1642, var en svensk militär under Trettioåriga kriget.
Erik Slang tillhörde en finsk frälsesläkt Slang, vars medlemmar omtalas under 1500-talet. Han uppfostrades vid Gustav II Adolfs hov och följde med till kriget i Tyskland år 1630. Han blev 1635 överste vid Livregementet och utmärkte sig vid flera tillfällen under Johan Banérs fälttåg. År 1640 besegrade han vid Kitsch i Böhmen en avdelning om 3 000 kroater. Samma år blev han vid Saalfeld så illa sårad, att ena armen måste amputeras.
Då Banér i mars 1641 retirerade från Regensburg, blev Erik Slang med 1 500 - 2 000 man avskuren från huvudhären och instängd i den lilla staden Neunburg. Efter ett tappert försvar under fyra dygn, som gjorde att huvudhären kunde rädda sig, måste Slangs trupper ge upp. Han släpptes snart ur fångenskapen, blev generalmajor och tjänade sedan under Lennart Torstenson. I slaget vid Leipzig den 23 oktober 1642 förde han befälet på vänstra flygeln, men stupade i början av slaget.
Med anledning av sin tapperhet vid Neunburg har han kallats "Sveriges Leonidas".